# 마에카와 료코
마에카와 료코(일본어: 前川 涼子 まえかわ りょうこ[*])는 일본의 여성 성우. 아토믹 몽키 소속. 가나가와현 출신.

## 주요 출연작

### TV 애니메이션
- 2011년
  - 페어리 테일 - 어린이(데뷔작)
- 2014년
  - 4월은 너의 거짓말 - 소프트볼부
  - 정령사의 검무 - 실피드 소속 기사
- 2015년
  - 김전일 소년의 사건부R - 간호사
  - GON - 보
  - 전파교사 - 학생A
  - 하이스쿨 DxD - 폰
  - 마음이 외치고 싶어해 - 토치쿠라
- 2016년
  - 사카모토입니다만? - 여학생
  - 스텔라의 마법 - 후다 유미네
  - 명탐정 코난 - 좀비녀(831화 엑스트라)
  - 유희왕 ARC-V - 사사야마 사야카
- 2017년
  - 달이 아름답다 - 미즈노 아야네
  - 히나코 노트 - 손님
  - Just Because! - 방송부장
  - 고래의 아이들은 모래 위에서 노래한다 - 미나토네, 후라노
  - 키노의 여행 -the Beautiful World- the Animated Series - 아기어머니(8화)
- 2018년
  - 그라제니 - 유키의 친구
  - 집에서 한잔 - 손님
  - 코믹 걸즈 - 여성
  - 녹풍당의 사계절 - 손님
  - 타다 군은 사랑을 하지 않는다 - 이벤트 직원
  - 즐겁게 놀아보세 - 히구치 치사토, 쇼기부 캡틴
  - 레이튼 미스터리 탐정사 카트리의 수수께끼 파일 - 로즈 알빈
  - 전생했더니 슬라임이었던 건에 대하여 - 엘프B
  - 이웃집 흡혈귀 씨 - 여자아이B
- 2019년
  - 후르츠 바스켓 - 사촌언니
  - 히토리 봇치의 ○○생활 - 타다구토 라무
  - 캅 크래프트 - 에이미 퓨리
  - 하이스코어 걸 Ⅱ - 사용인
  - 켄간 아슈라 - 요시자와 코코미
- 2020년
  - pet - 켄지의 여자친구
  - 런웨이에서 웃어줘 - 보육원 선생님
  - 이종족 리뷰어스 - 츠타, 호네미
  - 예스터데이를 노래하며 - 칸스케
- 2021년
  - 약캐 토모자키 군 - 나츠바야시 하나비
  - 이세계 피크닉 - 카페 점원
  - 꿈속의 뮤 - 나오미

### WEB 애니메이션
- 권원 아수라 - 요시자와 코코미

### 게임
- 붕괴 3rd - 웬디
- 소녀전선 - P226, 스핏파이어
- 아이돌 마스터 샤이니 컬러즈 - 오사키 텐카
- 일혈만걸 - 네코마타
- 키라라 판타지아 - 후다 유미네
- 헤븐 번즈 레드 - 이즈미 유키
- D.C.4 ~다카포4~ - 미시마 미우

### 드라마 CD
- 약캐 토모자키 군 - 나츠바야시 하나비